# Равлюк Василь
Васи́ль Равлю́к (Василь Тимофійович Равлюк, 7 вересня 1872, Орелець – 1955) — педагог і громадський, освітній діяч зі Снятинщини, народний учитель, дослідник фольклору Покуття.

## Життєпис
Народився 7 вересня 1872 року у селі Орелець Снятинського району. В студентські часи під час навчання в Коломиї потоваришував із Іваном Семанюком, Василем Стефаником та Лесем Мартовичем.
В 1900 році клопотанням громади села Вовчківці (Снятинський район) Василя Равлюка було переведено з Радехова завідуючим двохкласної школи. З приходом талановитого педагога в школу записалось 438 дітей. Він розділив їх на 6 груп і разом з двома вчителями вчив їх щодня протягом 10 годин, домігся того, що у 1908 році з двохкласної школа стала чотирикласною.  Він організував у селі курси для неписьменних селян, шкільний та церковний хори. При школі В.Равлюк заклав взірцевий сад, пасіку, вчив дітей садівництва та пасічництва.
Пізніше в школі працювала і його дружина Ганна Равлюк із родини Палійчуків, яка була вбита в 1944 році вистрілом у вікно.
У 1920 році він заарештований за виступи проти Польщі (тоді його визволення з арешту домагається Василь Стефаник). Далі його звільняють із вчительської посади і виселяють з молодою дружиною із вчительського помешкання.
У 1921 році Василь Равлюк відновлює діяльність районної філії «Взаїмної помочі українського учительства». Всупереч усім закидам, вперто і послідовно працює на ниві просвітництва.
Під час ЗУНР — шкільний комісар. Співзасновник філій товариства «Просвіта» (з 1927 почесний член) і спілки Взаємна поміч українського вчительства. У 1925 році товариство «Просвіта» у Львові нагороджує Василя Равлюка іменною грамотою і робить його почесним членом товариства.
Публіцистичні статті та статті на педагогічні теми.
Марко Черемшина у промові на адресу Василя Равлюка казав:
|  | «І ви зрослися з нашими працівниками землі в одну нерозривну цілість і вели наш народ тут, на снятинській землі, до ліпшої будуччини. І т-от здавалося вже, що ви, несучи лампаду світла і ставши електроном народної освіти, вийшли вже побідно і поставили фундамент під народний терен та станете втішатись нагородою за свій труд. Та не так склалося. Зломив ворог освіти підвалини здвигнені працівниками нашими, порубав, поневолив, вистріляв і вивішав, і настало лихоліття. І ви після двадцятилітньої невсипущої праці опинилися перед списами багнетів, які вас викинули із власної хати і прогнали вас від власного народу. І тоді ви напружили всі свої сили і ціпко оперлись об рідну землю і відповіли багнетам: «Вбийте мене, а я звідсіля не уступлю, відбирайте мені учительську і директорську посаду, відділяйте мене від народу багнетами і крісами, а я не піду від нього, бо моє життя – це праця» |